# インドラヴァルマン4世
インドラヴァルマン4世（サンスクリット語: इन्द्रवर्मन् ४, ラテン文字転写: Indravarman IV, 生年不詳 - 986年?）は、チャンパ王国（占城国）第7王朝の第5代国王（在位：982年 - 986年）。『宋史』では施利陀盤呉日歓（ベトナム語: Thi Lợi Đà Bàn Ngô Nhựt Hoan）、『宋会要輯稿』では施利陀盤（ベトナム語: Thi Lợi Đà Bàn）と記される。

## 生涯
982年に黎桓率いる前黎朝大瞿越軍がチャンパに侵攻し（チャンパ＝大瞿越戦争 (982年)）、パラメーシュヴァラヴァルマン1世が戦死すると即位した。インドラヴァルマン4世は王都インドラプラを脱出して南方に逃れた。983年1月17日、宋に遣使して象を献上した。太宗は象を広州で畜養するように命じた。同年10月9日にも宋に遣使して馴象を献じ、太宗は都開封近くの寧陵県で畜養するように命じた。
985年3月18日、インドラヴァルマン4世は婆羅門金歌麻を宋に遣使して龍脳・玳瑁・象牙・越諾布を献じ、大瞿越の侵略を訴えた。太宗は両国に睦まじくするよう詔を下した。インドラヴァルマン4世が南方に逃れている間、安南人の劉継宗が権力を握り、インドラヴァルマン4世が死去すると占城王を称した。

## 参考資料
- George Cœdès (May 1, 1968). The Indianized States of South-East Asia. University of Hawaii Press. ISBN 978-0824803681
- 石井米雄、桜井由躬雄 編『東南アジア史 I 大陸部』山川出版社〈新版 世界各国史 5〉、1999年12月20日。ISBN 978-4634413504。
- レイ・タン・コイ（ベトナム語版） 著、石澤良昭 訳『東南アジア史』（増補新版）白水社〈文庫クセジュ〉、2000年4月30日。ISBN 978-4560058268。
- 『宋史』巻四 本紀第四 太宗一
- 『宋史』巻五 本紀第五 太宗二
- 『宋史』巻四百八十九 列伝第二百四十八 外国五 占城
- 『宋会要輯稿』巻百十九 蕃夷四 占城

| スタブアイコン | サブスタブ | この項目は、まだ閲覧者の調べものの参照としては役立たない、人物に関連した書きかけの項目です。この項目を加筆・訂正などしてくださる協力者を求めています（P:人物伝/PJ:人物伝）。 |